# Мелодија (издавачка кућа)
„Мелодија” (рус. Мелодия) је совјетска и руска издавачка кућа, најстарија у Русији компанија звучне индустрије. Основана је 1964. године као Свесојузна фирма грампластица. Ујединила је главне фабрике грамофонских плоча и звукозаписне студије које су постојале у СССР-у у то време и постала државна организација за производњу, чување и дистрибуцију звукозаписа.
Од тренутка оснивања и до друге половине 1980-их година, „Мелодија” је била једина државна организација у земљи за масовну производњу и дистрибуцију фонограма. Снимке „Мелодије”, извезене у више од 90 земаља, добиле су светско признање и више пута су награђене наградама и међународним наградама, издавале су их познате стране компаније. У својој реду, мелодија је издавала снимке по лиценци страних фирми. До почетка 1990-их година фирма је била једна од шест највећих светских звукозаписних компанија..
Главна продукција мелодија у 1960-им и 1980-им годинама биле су грамофонске плоче. Почетком 1970-их година освојена је производња фонограма на магнетној траци (компакт-касетама), а почетком 1990 — их година на компакт-дисковима. Укупно је до 1991.године издато око 49 хиљада наслова. Мелодија има права на све фонографске снимке које је направила, осим оних на које фирма првобитно није имала право.